# Morning Musume Concert Tour 2008 Haru ~Single Daizenshū~
Albums de Morning Musume
Concert Tour 2007 Aki
(2008) Concert Tour 2008 Aki
(2009)
Morning Musume Concert Tour 2008 Haru ~Single Daizenshū~ (モーニング娘。コンサートツアー2008春　~シングル大全集!!~) est une vidéo musicale (DVD) du groupe de J-pop Morning Musume, la dix-huitième d'un concert du groupe.

## Présentation
La vidéo sort au format DVD le 30 juillet 2008 au Japon sous le label zetima (elle sera rééditée au format Blu-Ray le 4 décembre 2013). Le DVD atteint la 4e place du classement de l'Oricon. Il se vend à 14 921 exemplaires la première semaine et reste classé sept semaines, pour un total de 20 473 exemplaires vendus durant cette période.
Le concert avait été filmé deux mois auparavant, le 18 mai 2008 dans la salle Tokyo Kousei Nenkin Kaikan, en promotion de la compilation de "faces A" de singles Morning Musume All Singles Complete ~10th Anniversary~ sortie sept mois auparavant, dont tous les titres sont interprétés (sauf un inédit), de même que deux titres sortis en single depuis. Toutes les chansons parues en "face A" des 36 singles sortis jusqu'alors par le groupe sont donc interprétées, de Morning Coffee sorti il y a dix ans à Resonant Blue sorti le mois précédent. Onze des titres sont interprétés dans deux medley, et sept titres ne sont interprétés que par quelques membres du groupe ou en solo.

### Membres
- 5e génération : Ai Takahashi, Risa Niigaki
- 6e génération : Eri Kamei, Sayumi Michishige, Reina Tanaka
- 7e génération : Koharu Kusumi
- 8e génération : Aika Mitsui, Jun Jun, Lin Lin

## Liste des titres
| 1.  | Opening (présentation) |  |
| 2.  | Resonant Blue (リゾナント ブルー) |  |
| 3.  | Onna ni Sachi Are (女に 幸あれ) |  |
| 4.  | VTR - Member Introduction (présentation) |  |
| 5.  | MC 1 (présentation) |  |
| 6.  | Egao Yes Nude (笑顔YESヌード) |  |
| 7.  | Iroppoi Jirettai (色っぽい じれったい) |  |
| 8.  | Osaka Koi no Uta (大阪 恋の歌) |  |
| 9.  | MC 2 (présentation) |  |
| 10. | Kanashimi Twilight (悲しみトワイライト) |  |
| 11. | Ambitious! Yashinteki de Ii Jan (Ambitious! 野心的でいいじゃん) |  |
| 12. | Roman ~My Dear Boy~ (浪漫 ~MY DEAR BOY~) |  |
| 13. | Do it! Now (par Ai Takahashi, puis Morning Musume) |  |
| 14. | Mr. Moonlight ~Ai no Big Band~ (Mr. Moonlight ~愛のビッグバンド~) |  |
| 15. | Furusato (ふるさと) (par Sayumi Michishige) |  |
| 16. | Namida ga Tomaranai Hōkago (涙が止まらない放課後) (par Eri Kamei) |  |
| 17. | Memory Seishun no Hikari (Memory 青春の光) (par Reina Tanaka) |  |
| 18. | Manatsu no Kōsen (真夏の光線) (par Risa Niigaki, avec Takahashi, Kamei, Michishige, Tanaka) |  |
| 19. | As For One Day (AS FOR ONE DAY) |  |
| 20. | Summer Night Town (サマーナイトタウン) |  |
| 21. | MC3 (présentation par Kamei, Michishige, Tanaka) |  |
| 22. | Morning Musume no Hyokkori Hyōtanjima (モーニング娘。のひょっこりひょうたん島) (par Kusumi, Mitsui, Junjun, Linlin) |  |
| 23. | Morning Coffee (モーニングコーヒー) (par Takahashi, Niigaki, Kamei, Michishige, Tanaka) |  |
| 24. | Medley : Daite Hold On Me! / Chokkan 2 (...) / Sexy Boy (...) / Joshi Kashimashi Monogatari / Go Girl (...) (メドレー : 抱いてHOLD ON ME! / 直感2 ~逃した魚は大きいぞ! ~ / SEXY BOY ~そよ風に寄り添って~ / 女子かしまし物語 / Go Girl ~恋のヴィクトリー~) |  |
| 25. | MC 4 (présentation par Niigaki, Kamei, Junjun, Linlin) |  |
| 26. | The Manpower! (THE マンパワー!!!) |  |
| 27. | Shabondama (シャボン玉) |  |
| 28. | MC 5 (présentation) |  |
| 29. | Medley : I Wish / Happy Summer Wedding / Koi no Dance Site / Sōda! We're Alive / The Peace! / Renai Revolution 21 (メドレー : I WISH / ハッピーサマーウェディング / 恋のダンスサイト / そうだ! We're ALIVE / ザ☆ピ~ス! / 恋愛レボリューション21)          |  |
| 30. | MC 6 (présentation) |  |
| 31. | Koko ni Iruzee! (ここにいるぜぇ!) |  |
| 32. | Mikan (みかん) |  |
| 33. | Aruiteru (歩いてる) |  |
| 34. | MC 6 (présentation) |  |
| 35. | Ai Araba It's All Right (愛あらばIT'S ALL RIGHT) |  |
| 36. | Love Machine (LOVEマシーン) |  |

(Tous les titres proviennent de la compilation Morning Musume All Singles Complete, sauf les titres no 2 et 32 qui figureront sur l'album Platinum 9 Disc)